# アルベルト・グレンベーク
アルベルト・グレンベーク（Albert Grønbæk, 2001年5月23日 - ）は、デンマーク・リスコフ出身のサッカー選手。スタッド・レンヌ所属。ポジションはミッドフィールダー。

## 経歴
地元のクラブのVejlby-Risskov Idrætsklubでサッカーを始め、2015年にオーフスGFのユースチームに加入した。U-17チーム、U-19チームで徐々に頭角を現し、リザーブリーグでもプレーした。2019年4月には、オーフスGFの優れたユース選手などに贈られるマルティン・ヨルゲンセン賞を受賞した。2019年9月11日、デンマーク・カップのマースタル/ライズIF戦でトップチームデビューを果たした。2020年1月、2024年までのプロ契約を締結した。2020年6月7日、オールボーBK戦に後半26分から途中出場し、スーペルリーガ初出場を果たした。この試合ではPKを獲得し、そのPKでのゴールが決勝点となり3-2で勝利した。2019-20シーズンは9試合に出場した。2020-21シーズンよりトップチームに昇格した。2020年9月、オーデンセBK戦でプロ初ゴールを挙げた。2020年12月に、セバスティアン・ハウスナーと共に2025年までの契約を締結した。
2022年8月13日、エリテセリエンのFKボデ/グリムトに移籍し、2027年6月までの契約を結んだ。この移籍での移籍金は、オーフスGF史上最高額となった。UEFAチャンピオンズリーグ予選のNKディナモ・ザグレブ戦1stレグで移籍後初出場を果たし、2ndレグではゴールも挙げたが、チームは予選敗退となった。チームはUEFAヨーロッパリーグに出場し、PSVアイントホーフェン戦でゴールを挙げたが、このゴールはその節の最優秀ゴールに選ばれた。
2024年7月15日、スタッド・レンヌ に5年契約で移籍した。

## タイトル

### クラブ
FKボデ/グリムト
- エリテセリエン : 2023